# Gordon Kesler
 (juin 2025).
Si vous disposez d'ouvrages ou d'articles de référence ou si vous connaissez des sites web de qualité traitant du thème abordé ici, merci de compléter l'article en donnant les références utiles à sa vérifiabilité et en les liant à la section « Notes et références ».
Gordon Kesler (né en 1945) est un homme politique canadien albertain, député durant quelques mois en 1982, et seul parlementaire séparatiste albertain jamais élu.

## Vie et carrière
À l'occasion d'une législative partielle dans la circonscription d'Olds Didsbury, Kesler est candidat pour le Western Canada Concept, un parti défendant la séparation du Canada des Prairies canadiennes, de la Colombie-Britannique et des deux territoires existant alors (le Yukon et les Territoires du Nord-Ouest). Il obtient 42 % des suffrages et est élu à la surprise générale, prenant le siège aux créditistes. Premier député séparatiste élu au pays en dehors depuis 1870, son élection attire les médias.
Après sa victoire, il devient chef de son parti. À l'Assemblée législative de l'Alberta, son activité se porte principalement sur l'opposition à l'introduction du système métrique ou au bilinguisme officiel (il défend l'unilinguisme anglophone). 
Le premier-ministre déclenche peu de temps après desélections générales, qui se tiennent en novembre 1982. Le Western Canada Concept présente des candidats dans toutes les circonscriptions et obtient 11,71 % dans la province. Kesler se présente dans sa circonscription natable d'Highwood et obtient l'honorable score de 18 % mais est très largement battu par Harry Alger, candidat conservateur arrivé trosième en février mais qui obtient cette fois plus de 70% des suffrages. 
Le temps qu'il a passé à l'Assemblée a été le deuxième plus court entre l'élection et la défaite dans l'histoire de la législature.
Dans une lettre de 1983 adressée au rédacteur en chef de l'Alberta Report, Doug Christie, fondateur du Western Canada Concept, a accusé Gordon Kesler de trahir le séparatisme. Kesler quitte la direction du parti en 1984.
Après sa carrière politique, Kesler déménage en Arizona et auto-publie notamment des romans d'espionnage. Il intervient ponctuellement sur la politique albertaine sur sa page facebook, et déclare en 2019 à Radio-Canada que la victoire de du Wexit à un référendum paraît plus difficile que dans les années 1980. Il indique cependant avoir accepté d'échanger et de conseiller le leader du Maverick Party (alors nommé Wexit Canada). 